# Can Barretó (Riells del Fai)
Can Barretó és una masia del poble de Riells del Fai, en el terme municipal de Bigues i Riells, al Vallès Oriental. Pertany al veïnat de masies disperses de Can Quintanes.
Està situada a llevant de Riells del Fai, en el vessant meridional dels Cingles de Bertí i del seu contrafort sud-occidental, la Serra de Can Tabola. És al capdamunt de la vall del torrent de Can Pagès. És la masia de més a ponent del veïnat de Can Quintanes, la primera que es troba venint des de Riells del Fai. A llevant seu hi ha la de Can Verdereny.
Està situada a 475 metres de la darrera casa de Riells del Fai, 400 pel camí de Can Quintanes, i els darrers 75 pel camí particular que mena a la porta de la masia.